# Declan O'Brien
Declan O'Brien (Rochester, 21 dicembre 1965 – Beverly Hills, 16 febbraio 2022) è stato un regista, sceneggiatore e produttore cinematografico statunitense. È stato presidente dello studio televisivo "Utopia Pictures & Television"; che nel 2007 ha prodotto - in collaborazione con Sci Fi Pictures original film - il tv movie francoamericano Savage Planet.
Il film Snakeman risulta come la miglior sceneggiatura stesa da O'Brien, e Harpies quella peggiore (il film è infatti entrato nella lista dei peggiori film di sempre). 
O'Brien, nel 2008 è stato impegnato alla regia di Wrong Turn 3 - Svolta mortale, splatter della 20th Century Fox uscito in home video durante il 2009.
Declan O'Brien muore il 16 febbraio 2022, all'età di 56 anni.

## Filmografia

### Regista
- Learn the Game: The Big Football Game - Cortometraggio (2005)
- Rock Monster (2008)
- Monster Ark - Film tv (2008)
- Cyclops - Film tv (2008)
- Wrong Turn 3 - Svolta mortale (2009)
- Wrong Turn 4 - La montagna dei folli (Wrong Turn 4: Bloody Beginnings) (2011)
- Wrong Turn 5 - Bagno di sangue (Wrong Turn 5: Bloodlines) (2012)
- Sharktopus (2010)
- Radio Killer 3 - La corsa continua (Joy Ride 3) (2014)

### Sceneggiatore
- Snakeman - Il predatore (The Snake King) (2005)
- Savage Planet (2006, film tv)
- Harpies (2007, film tv)
- Alice una vita sottosopra (Alice Upside Down) (2007)
- Rock Monster (2008)
- Monster Ark (2008, film tv)
- Sharktopus (2010, film tv)

### Produttore
- On the 2nd Day of Christmas (1997, film tv)
- Call of the Wild (2000, serie tv)
- Creature Unknown (2004)
- Alice una vita sottosopra (Alice Upside Down) (2007)
- Presa mortale 3: Homefront (2013)